# Krosno Odrzańskie

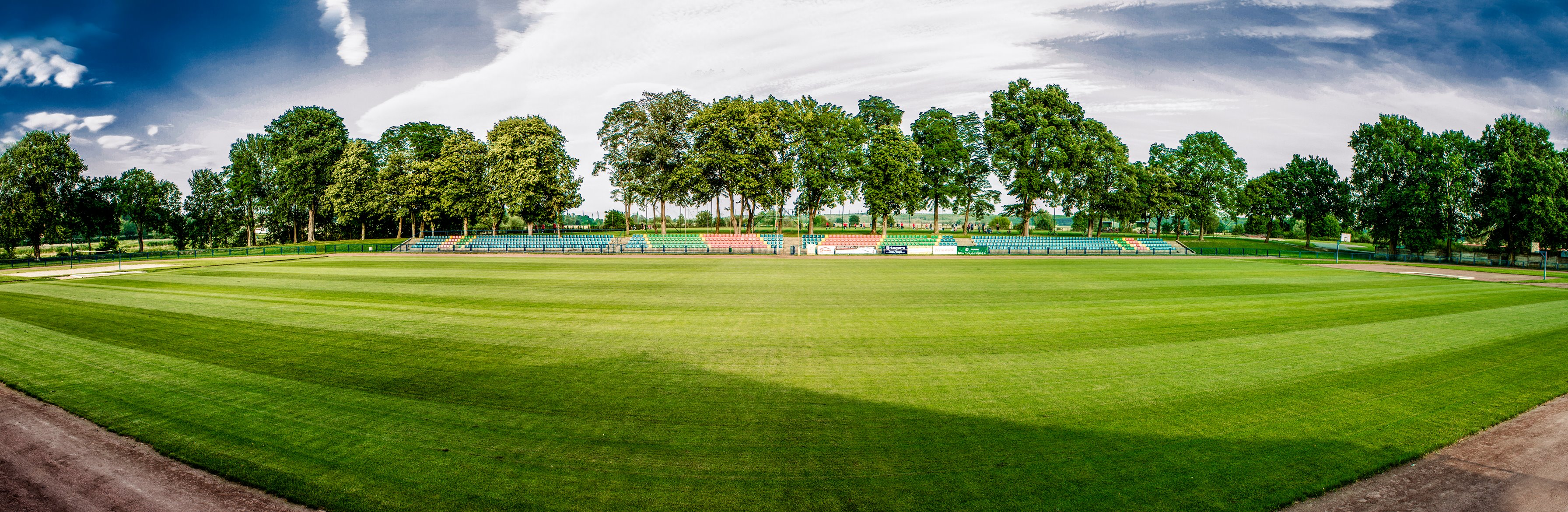
Az OSiR stadion, nagy látószögű optikával, 2015

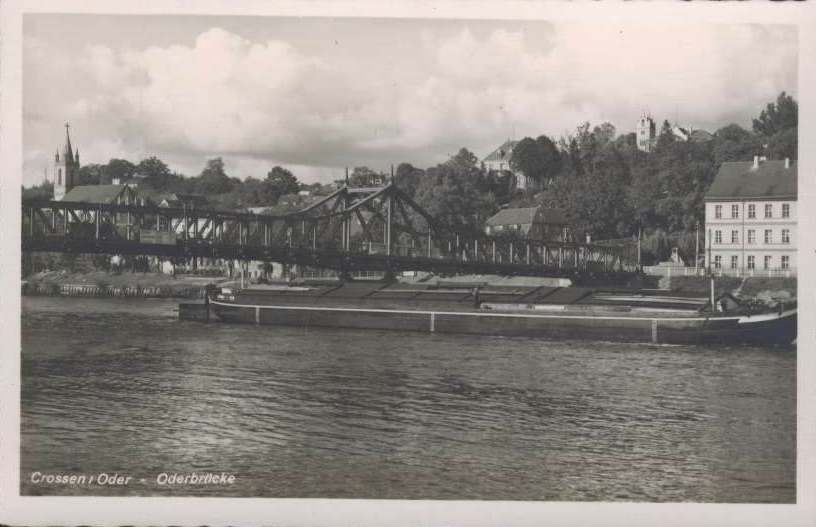
A város egy 1915-ös képes levelezőlapon

Krosno Odrzańskie  (németül Crossen an der Oder) város Lengyelországban. 

## Fekvése
A Lubusi vajdaságban található, a korábbi Brandenburgban. 

## Története
Ősrégi település. Itt halt meg 1238. március 19-én I. Henrik lengyel fejedelem Az 1270-es évek végén IV. Henrik lengyel fejedelem a várost elzálogosította, majd a zálogból kiváltotta.
A 18. században, a hétéves háború ban Volkonszkij orosz tábornagy dandárja bevette Crossent.

## Nevezetes személyek
- Georg Wenzeslaus von Knobelsdorff (1699–1753) német festő és építész
- Itt született 1982. március 20-án Tomasz Kuszczak labdarúgó, a lengyel labdarúgó-válogatott és a Birmingham City kapusa.
- Itt hunyt el 1899. február 6-án Leo von Caprivi porosz katonatiszt, miniszterelnök

## Testvérvárosai
- Karcag